# Giovanni Domenico Cassini
Giovanni Domenico Cassini, född 8 juni 1625 i Perinaldo i dåvarande Republiken Genua, död 14 september 1712 i Paris, var en italiensk-fransk astronom, i Frankrike känd som Jean-Dominique Cassini. Han var far till Jacques Cassini.

## Biografi
Giovanni Cassini fick sin grundläggande utbildning vid jesuitkollegiet i Genua. 1646 avslutade han studierna för att istället ägna sig åt matematik och astronomi under ledning av Giovanni Battista Baliani. Han blev känd som en skicklig observatör och utnämndes 1650 till professor i astronomi i vid universitetet i Bologna. Efter studium av en komet 1652-1653 höll han till en början fast vid den sedan antiken vanliga teorin att kometer är objekt som ”utsöndrats” ur jordens atmosfär. Han ändrade sig dock när hans observationer visade att kometen måste vara mycket avlägsen. Andra observationer på 1650-talet gällde noggranna bestämningar av vår- och höstdagjämning och av solens bana. Resultaten publicerades 1656 i Specimen Observationum Bononiensium. (Skriften tillägnades Sveriges tidigare drottning Kristina som nu var bosatt i Rom.) 
Med tiden fick Cassini olika uppdrag som inkräktade på hans egentliga intresse, astronomin. Han fick upprepade gånger i uppgift att lösa konflikter mellan städer om vattenvägar och broar. Hans många resor gav honom värdefulla kontakter bland de styrande i Italien och han lärde känna skickliga instrumentmakare i Rom. Tack vare dem fick han tillgång till förstklassiga teleskop.
1664 och 1665 utförde han i Rom (i närvaro av drottning Kristina) observationer rörande två kometer och bestämde deras banor. Han kunde urskilja detaljer på planeterna Jupiter och Mars och därmed också bestämma deras rotationstider. Han upptäckte Jupiters tillplattning vid polerna och de horisontella banden på planeten.1668 publicerade Cassini Ephemerides bononienses mediceorum siderum, tabeller för de fyra ljusstarkaste Jupitermånarnas banor. Sådana efemerider var ett hjälpmedel för att bestämma longituder på jorden, viktigt inom kartografi. (Observationer av en månes förmörkelse kunde med hjälp av efemeriderna översättas till en tidpunkt, se longitudproblemet.) 
Cassini blev med detta ett känt namn i Europa, inte minst i Frankrike där det pågick ett ambitiöst projekt att göra en tillförlitlig karta över landet. Den franska regeringen kallade 1669 honom till Paris och utnämnde honom till direktör för det nya observatoriet där. Han kunde därmed på heltid ägna sig åt astronomi. I Frankrike gjorde han flera viktiga observationer. 1671–1684 upptäckte han fyra nya naturliga satelliter i omloppsbana runt Saturnus. Dessa har senare fått namnen Tethys, Dione, Rhea och Japetus. 1675 upptäckte han att det finns ett gap i Saturnus ring, senare benämnt Cassinis delning. Han gjorde noggranna iakttagelser med avseende på zodiakalljuset, bestämde månens rotationsaxel och förklarade orsaken till dess librationer.

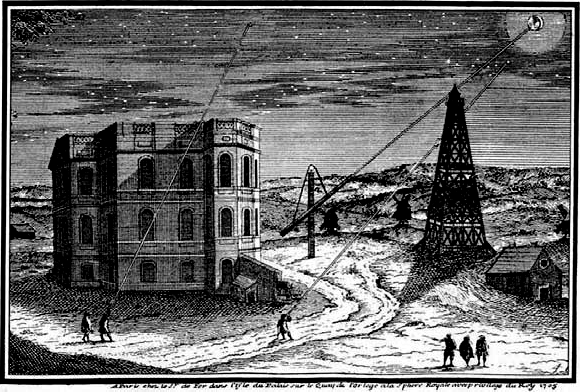
Paris observatorium vid början av 1700-talet. Tornet till höger användes till att fästa långa tubkikare på eller för objektivet på ett luftteleskop.

Som astronom var Cassini främst observatör. Det var vid den tiden annars vanligt att astronomer även konstruerade sina instrument. Cassini köpte sina teleskop av samtidens främsta instrumentmakare. Han använde refraktorteleskop med lång brännvidd för att minimera kromatisk aberration i linsen, som mest ett ”luftteleskop” (teleskop där objektiv och okular inte förenas av en tub) med en brännvidd av 136 fot.  
Han var inte någon teoretisk nydanare, tvärtom höll han länge fast vid Tycho Brahes geocentriska världsbild. Även om han med tiden (troligen) övergav Brahes världsbild för en heliocentrisk syn, accepterade han inte Keplers elliptiska planetbanor. Cassini föreslog 1672 att ljushastigheten kunde vara ändlig. Detta skulle kunna förklara varför hans observationer av Jupiter-månarnas positioner inte stämde överens med förutsägelserna. Han övergav dock den hypotesen och när Ole Rømer 1675 lade fram sin beräkning av ljushastigheten avvisade Cassini åter idén. Han motsatte sig också Newtons och Hookes tankar om universell gravitation. 
Giovanni Cassini gifte sig 1674 med Geneviève de Laistre och fick med henne 1677 sonen Jacques (1677-1756). Liksom fadern kom sonen att ägna sig åt astronomi och geodesi. De samarbetade i arbetet med karteringen av Frankrike. Den äldre Cassini blev som gammal blind. Han avled i Paris 1712. Även Jacques Cassinis son César-François (1714-1784) och sonson Jean-Dominique (1748-1845) blev astronomer och geodetiker.  
Lika viktiga som Giovanni Cassinis observationer var hans sätt att arbeta. Han arbetade systematiskt och noggrant. Han var ingen ensamvarg utan såg vetenskap som ett samarbete mellan forskare. Han var en skicklig administratör för Parisobservatoriet även om han också ansetts som alltför auktoritär och konservativ.

## Eftermäle
- Cassinis lag – om månens rörelse
- Cassinis delning – ett gap i Saturnus ringar
- Cassini–Huygens – en rymdsond till Saturnus
- Cassini (krater) – en krater på Mars[4]
- Cassini (månkrater) – en krater på Månen[5]
- 24101 Cassini – en asteroid[6]
- Cassini Regio – ett område på månen Japetus